# Чкаловськ (аеродром)
Чкаловськ — військовий аеродром розташований за 4 км на північний захід від міста Калінінград. На аеродромі знаходиться 72 авіабаза Балтійського флоту РФ (Су-30СМ, Су-24М) та базується 689-й гвардійський винищувальний авіаполк, який використовує літаки Су-27П.

## Історія
55 винищувальний авіаполк (не плутати з 55-им гвардійським) сформували в 1939 році, потім перейменували в 16-й гвардійський (Сандомирський ордена Олександра Невського). Цей полк був відомий тим, що у ньому воювали прославлені аси, двічі герої Радянського Союзу Григорій Речкалов та Олександр Клубов, а також маршал авіації, тричі Герой Радянського Союзу Олександр Покришкін, легендарний льотчик-винищувач, другий за результативністю серед радянських пілотів. В лютому 1949 року 55-й авіаполк перейменували в 689-й винищувальний авіаполк і в 1952 перевели на аеродром Нівенське, неподалік Калінінграду, а у 2002 на аеродром Чкаловськ. Тут полк і базувався до 2012, коли у зв'язку з ремонтом аеродрому був тимчасово переведений на аеродром Черняховськ неподалік.
689-й авіаполк полк були розформовували у 2009, переформовували в інші з'єднання, але знову відновили у 2019 вже на аеродромі Чкаловськ, повернувши йому попереднє ім'я — «689-й Гвардійський винищувальний Сандомирський, ордена Олександра Невського авіаполк, імені маршала авіації О. С. Покришкіна».
У 2013 почалась реконструкція аеродрому, в ході робіт було продовжено ЗПС до 3100 метрів та побудовано нові споруди та лінії зв'язку. Реконструкція закінчилась восени 2018, по її завершенні близько 20 літаків 72-ї авіабази Балтійського флоту та 689-й авіаполк перебазувались з аеродрому Черняховськ назад на Чкаловськ.
На в'їзді на аеродром Чкаловськ, відразу за КПП, встановлено пам'ятник надзвуковому фронтовому бомбардувальнику Су-24.

### Російсько-українська війна
В серпні 2022 Росія перекинула винищувачі МіГ-31И з ракетами Х-47М2 «Кинджал» на аеродром Чкаловськ.